# Œnée
Pour l’article ayant un titre homophone, voir Eunée.
Dans la mythologie grecque, Œnée (en grec ancien Οἰνεύς / Oineús), fils de Porthaon et d'Euryté, est roi de Calydon. 

## Mythe
Œnée, « le vieux meneur de chars », est dans sa vieillesse détrôné par les enfants de son frère Agrios et rétabli par son petit-fils Diomède, mais abandonne volontairement l'administration de son État à son gendre Andrémon et se retire à Argos, où Diomède lui rend de grands honneurs. Diomède raconte l'histoire de son grand-père au chant XIV de l'Iliade, expliquant qu'il n'a jamais quitté son pays de Calydon (Kαλυδών), tandis que Tydée fut envoyé en exil à la cour d'Argos (pour le meurtre accidentel de son oncle Alcathoos). À Argos, Tydée épouse Déipyle, fille du roi Adraste et mère de Diomède. Œnée, visité par Dionysos, permit à ce dieu d'avoir un commerce intime avec Althée, sa femme, et Dionysos lui permit, en récompense, de donner son nom au vin. Sa femme donne à Œnée plusieurs enfants, dont Autonoé, Déjanire, Gorgé, Méléagre, Tydée, Staphylos, Toxée, Polyxo, Eurymédé et Mélanippe. Un jour qu'Œnée oublie de faire une offrande à la déesse Artémis, celle-ci, prise de colère, envoie à Calydon un sanglier d'une taille prodigieuse, qui va en ravager les terres et qui, après avoir tué plusieurs des compagnons chasseurs réunis par Méléagre, meurt sous les coups prodigieux de ce dernier.

## Source
- Pierre Larousse, Grand Dictionnaire universel du XIXe siècle, Premier supplément, p. 1125.